# 실존주의 상담
실존상담(實存相談, existential therapy)은 유럽철학의 실존주의 전통에서 발전시킨 인간 본성과 경험의 모델을 기반으로 한 심리치료의 한 형태다. 죽음, 자유, 고립 및 삶의 의미에 대한 탐구, 선택, 딜레마, 한계, 도전, 장애, 문제, 용기, 개방, 겸손과 같은 인간 존재의 전체를 다루는 접근이다. 실존상담의 직접적인 뿌리는 1940~50년대 유럽의 대륙에서 활발하게 진행되었던 실존주의 철학에 있다. 실존상담의 특징을 간단히 나열하자면 다음과 같다.  
1) 실존주의 철학에 기반한 상담 
2) 관계성, 자발성, 유연성, 자유를 중심으로 둔 상담
3) 치료적 관계를 중요시하는 상담
4) 내담자의 고유성을 받아들이는 상담
5) 내담자 실제 삶의 맥락을 탐색하는 상담
6) 상호 관계성을 핵심에 놓는 상담
7) 상담자가 동반자, 가이드 역할을 하는 상담
8) 아무런 가정이나 목표를 정하지 않는 현상학적 접근
9) 내담자의 월드뷰(세계관)를 탐색하는 상담
10) 단순한 테크닉 사용을 꺼리는 상담
실존상담은 우리나라에서 주류와는 거리가 멀다. 어빈 얄롬(Irvin Yalom)의 주제적 접근 방식만 자격증 시험에서 다루는 정도이다. 얄롬은 실존상담을 주제로 대중적인 책을 많이 내고 있다. 얄롬이 미국에서 실존상담으로 대중성을 확보한 이유 때문인지, 미국에 많은 영향을 받는 우리나라에서도 실존상담이라고 하면 곧잘 얄롬만을 떠올린다. 하지만 얄롬의 죽음, 소외, 무의미, 자유와 같은 실존적 주제를 다루는 상담은 영국의 실존상담자 어네스토 스피넬리에게 비판을 받는다. 그런 주제를 다루는 것은 다른 상담접근에서도 할 수 있으므로 실존상담처럼 보이지 않는다는 것이다. 상담의 방법론이 실존주의적이어야 한다는 것이 스피넬리의 비판점이다. 얄롬을 실존상담자로 분류해야 되는지에 대한 논란은 아직도 존재한다. 실존상담은 얄롬만 있는 것이 아니다. 그보다 훨씬 더 크고 다양하다. 
실존상담은 다양한 방식으로 생겨나고 있다. 실존주의가 큰 주제를 공유하지만, 실존주의로 분류할만한 철학자들의 개별적 접근은 다소간의 차이를 보이는 것처럼 실존상담 역시 하나의 고정되고 단일한 모델로 분류하기는 힘들다. 영국의 실존상담자 믹 쿠퍼는 실존상담은 하나의 방식으로 정의하기가 불가능하고 다양한 치료적 실제의 스펙트럼을 가진 접근이라고 말한다. 스피넬리는 한 인터뷰에서 실존상담의 특징이 뭐냐는 질문에 웃으며 "굉장히 대답하기 힘들다. 실존상담의 가장 주요한 특징은 우리(실존상담자들)가 어떤 것에도 서로 합의점을 찾기 못했다는 것이기 때문이다."라고 답했다. 그렇기에 오직 철학상담의 관점에서만 실존상담을 해석하고 그것이 단 하나의 정답인 것처럼 제시하려는 시도는 편협한 시각이다. 그것을 주장하고 싶다면 실존철학상담이라고 따로 부르면 된다. 미국 실존상담자 루이스 호프만의 주도로 2010년 중국 난징에서 첫 번째 세계 실존상담 학술회의가 열린 이후 전 세계의 실존상담자들은 계속해서 교류하는 중이다. 2015년에는 영국 런던에서, 2019년에는 아르헨티나 부에노스아이레스에서 세계 실존상담 학술회의가 이어서 열렸다. 그런 세계적 교류를 통해서 실존상담자들이 서로 동의할만한 실존상담 학파들을 분류하기 시작했다. 그 결과가 실존상담을 현존재분석, 현상학적 실존상담, 인간중심적 실존상담, 로고테라피와 같이 4가지로 분류하는 것이다.
현존재분석은 실존상담의 시초이자 뿌리로 거칠게 환원해서 말하자면 프로이트의 정신분석이라는 틀에 하이데거의 존재론을 채운 것이다. 실존상담의 시초이자 뿌리인 현존재분석에서 하이데거를 가장 중요하게 다루었으니 실존상담은 하이데거에 가장 영향을 받았다고 말할 수도 있겠다. 하지만 실존상담은 하나의 단일한 접근이 아니기에 꼭 그렇다고 단정 지을 순 없다. 현상학적 실존상담은 내담자의 세계관을 있는 그대로 바라보고 묘사하고자 하는 현상학적인 접근이다. 보통 현상학적 실존상담은 영국에서 시작되었기에 영국 실존상담이라고 부르기도 하지만 현재는 전 세계에서 각자의 방식으로 현상학적 실존상담이 발전하는 중이다. 하나의 예를 들자면 멕시코의 야퀴 안드레스 마르티네스 로블레스(Yaqui Andres Marinez Robles)가 있다. 인간중심적 실존상담은 미국에서 생겨난 것이기에 보통 미국 실존상담이라고 불린다. 미국의 인간중심상담은 롤로 메이, 폴 틸리히와 같은 실존적 심리학이나 신학의 영향과 완전히 구분하기 힘들고 인간중심상담과 실존상담은 서로 영향을 주고 받은 경향이 있다. 로고테라피는 보통 실존상담하면 떠올리는 빅터 프랭클이 만든 접근이다. 하지만 빅터 프랭클은 실존상담을 대표하는 사람이 아니고 로고테라피를 대표하는 사람이다. 각 학파의 영향력 있는 인물은 다음과 같다. 현존재분석에는 루트비히 빈스방거, 메다드 보스, 앨리스 홀제이-쿤즈(Alice Holzhey-Kunz)가 있고, 현상학적 실존상담에는 R. D. 랭, 어네스토 스피넬리, 에미 반 두르젠이 있고, 인간중심적 실존상담에는 롤로 메이, 제임스 부겐탈, 커크 슈나이더가 있고, 로고테라피에는 빅터 프랭클, 알프리드 랭글이 있다.

실존주의에 기반한 실존상담의 특성상 자신의 상담접근을 체계화하고 이론화하기를 꺼리는 경향이 있다. 하지만 실존상담이 체계가 없다는 비판에 맞서 세계 실존상담 학술회의를 기반으로 전 세계 실존상담자들이 협력하여 각자의 접근들을 정리하고 구조화하고자 한 노력의 결과로 나온 책이 "The Wiley World Handbook of Existential Therapy"이다. 실존상담에 관심이 있다면 꼭 읽어보기를 추천한다. '실존상담은 오직 얄롬이다', '실존상담은 오직 빅터 프랭클이다', '실존상담은 오직 철학상담의 한 종류이다'와 같은 차안대를 벗을 수 있는 기회가 될 것이다.

## 같이 보기
- 실존주의
- 빅토르 프랑클
- 마르틴 하이데거
- 쇠렌 키르케고르
- 롤로 메이
- 프리드리히 니체
- 장 폴 사르트르
- 어빈 얄롬
- 카를 야스퍼스
- 마르틴 부버
- 윌리엄 글래서

1. ↑  Spinelli, E. (2014). Practising existential therapy: The relational world. Sage. p.10
2. ↑  Van Deurzen, E., Craig, E., Längle, A., Schneider, K. J., Tantam, D., & du Plock, S. (Eds.). (2019). The Wiley World Handbook of Existential Therapy. Wiley Blackwell. p.283
3. ↑  Cooper, M. (2016). Existential therapies. Sage. pp.3-5
4. ↑  비디오 - 유튜브
5. ↑  Van Deurzen, E., Craig, E., Längle, A., Schneider, K. J., Tantam, D., & du Plock, S. (Eds.). (2019). The Wiley World Handbook of Existential Therapy. Wiley Blackwell.